# Peristylus latilobus
Peristylus latilobus är en orkidéart som beskrevs av Johannes Jacobus Smith. Peristylus latilobus ingår i släktet Peristylus och familjen orkidéer. Inga underarter finns listade i Catalogue of Life.